# Pamela Veith
Pamela Veith (* 10. Juli 1973) ist eine deutsche Ultramarathonläuferin.

## Leben
Veith begann mit Tischtennis, Radfahren und Schwimmen. Mit 34 Jahren begann sie intensiv zu laufen, 2009 war ihre erste Saison mit 500 Wettkampfkilometern und ihre erste Teilnahme an ihren Paradisziplinen 6-h-Lauf und 100-km-Straßenlauf. Sie startete zu Beginn für den TSV Dettingen und wechselte 2010 zum TSV Kusterdingen und ihrem Mentalcoach Michael Wolf. So konnte sie am 12. Juni 2010 (Fellbach) und am 6. April 2014 (Ottobrunn) auch 6-h-Läufe als Gesamtsiegerin beenden.

## Erfolge

### Deutsche Meisterschaften 100 km Straßenlauf
- 2011: 100 km, Goldmedaille
- 2013: 100 km, Goldmedaille
- 2014: 100 km, Goldmedaille
- 2015: 100 km, Goldmedaille

### Deutsche Meisterschaften DUV 50 km Straßenlauf
- 2013: 50 km, Goldmedaille
- 2014: 50 km, Silbermedaille
- 2015: 50 km, Bronzemedaille

### Deutsche Meisterschaften DUV – Trail Deutsche Meisterschaft
- 2012: Bödenfelder Hollenlauf, 67 km, Goldmedaille
- 2013: Allgäuer Voralpenmarathon, 51,7 km, Silbermedaille
- 2014: Keufelskopf Ultra 85 km, Goldmedaille
- 2015: P-Weg Lauf Plettenberg 73 km, Goldmedaille
- 2016: Bilstein-Ultramarathon 65 km, Silbermedaille
- 2019: Keufelskopf Ultra 78 km, Bronzemedaille
- 2022: Zugspitz Ultratrail 82 km Bronzemedaille

### Deutsche Meisterschaft DUV – 6-h-Lauf
- 2014: 75,354 km, Goldmedaille
- 2015: 72,788 km, Goldmedaille

### WM-Teilnahmen Trail und 100 km
- Seregno (ITA) 2012, 3. Platz Mannschaft
- Annecy 85 km Trail (FRA) 2015, 4. Platz Mannschaft
- Braga 83 km Trail (POR) 2016, 6. Platz Mannschaft

### Sonstiges
- 2015 DUV-Cup-Gewinnerin

### Bestleistungen
- 10 km: 39:21 min (2016)
- Halbmarathon: 1:26:35 h (2018)
- Marathon: 2:59:12 h (2013)
- 6-Stunden-Lauf: 75,345 km und damit 8. der ewigen deutschen Bestenliste
- 100 km: 8:02:13 h